# Elaphria insipida
Elaphria insipida là một loài bướm đêm trong họ Noctuidae.